# Róbert Petrovický
Róbert Petrovický (* 26. Oktober 1973 in Košice, Tschechoslowakei) ist ein ehemaliger slowakischer Eishockeyspieler und heutiger -trainer. In seiner langjährigen Karriere hat er 210 Spiele für die Hartford Whalers, St. Louis Blues, Tampa Bay Lightning und Dallas Stars in der National Hockey League absolviert. Sein Bruder Ronald ist ebenfalls Eishockeyspieler.

## Karriere
Róbert Petrovický begann seine Karriere als Juniorenspieler bei Dukla Trenčín, für den er in der Saison 1991/92 sein Debüt in der tschechoslowakischen 1. Liga gab. 1991 wechselte Žigmund Pálffy nach Trenčín und zusammen mit Branislav Jánoš und Róbert Petrovický bildete er ein sehr torgefährliches Trio. Beim NHL Entry Draft 1992 wurde Róbert Petrovický von den Hartford Whalers in der ersten Runde an neunter Stelle ausgewählt.
Ab 1992 spielte Petrovický dann mit wechselndem Erfolg in der NHL für die Whalers, sodass er oft auch in der AHL bei den Springfield Indians eingesetzt wurde. Im November 1995 wurde er im Tausch gegen Dan Kesa an die Dallas Stars abgegeben, wo er wieder hauptsächlich in den Farmteams zum Einsatz kam. In der Saison 1996/97 absolvierte er insgesamt 46 Einsätze für die St. Louis Blues in der NHL, spielte aber in der folgenden Saison nur noch für deren Farmteam, die Worcester IceCats. 
Seine nächste Station in der NHL waren die Tampa Bay Lightning, für die er in zwei Spielzeiten 71 NHL-Partien bestritt. Im Sommer 2000 wechselte er als Free Agent zu den New York Islanders. Er bestritt elf NHL-Spiele für die Islanders und 23 Spiele für deren Farmteam in Chicago, wechselte aber zum Ende der Saison in die schwedische Elitserien zu MoDo Hockey Örnsköldsvik. Ab 2001 ging er in der Nationalliga A für den HC Ambrì-Piotta, die SCL Tigers und die ZSC Lions aufs Eis. In der Saison 2004/05 wurde er Schweizer Vizemeister mit den ZSC Lions, die das Playoff-Finale mit 4-1 gegen den HC Davos verloren.
Die Spielzeit 2007/08 begann er beim HC Vítkovice Steel, bevor er nach elf Spielen in Tschechien zum Leksands IF in die zweite schwedische Spielklasse, die HockeyAllsvenskan wechselte. Mit Leksand scheiterte er in der Kvalserien 2008 am Aufstieg in die Elitserien und kehrte danach zum HC Vitkovic zurück. Ende der Spielzeit 2008/09 wechselte er erneut zum Leksands IF, mit dem er abermals in der Kvalserien scheiterte.
Ende September 2009 kehrte er zunächst zu seinem Heimatverein Dukla Trenčín zurück, bevor er am 19. Oktober 2009 einen Vertrag in der Kontinentalen Hockey-Liga bei Dinamo Riga unterschrieb. Für die Letten erzielte er in insgesamt 43 Spielen acht Tore und gab weitere 16 Vorlagen. Nachdem mit dem HC Lev Poprad zur Saison 2010/11 erstmals ein slowakischer Club in die KHL aufgenommen worden war, unterschrieb er beim KHL-Neuling. Da dieser den Spielbetrieb nicht aufnahm, war Petrovický zunächst vereinslos. Im Oktober 2010 bekam er einen Vertrag bei Kalevan Pallo (KalPa) aus der finnischen SM-liiga, den er Mitte Dezember 2010 verließ und erneut von Dinamo Riga verpflichtet wurde. Nach der Saison 2010/11 verließ er Dinamo und war zunächst vereinslos. Im Oktober 2011 erhielt er einen Vertrag beim HC Kometa Brno, wo er bis 2013 spielte und 2012 Vizemeister wurde. Zwischen 2013 und 2016 stand er dann bei seinem Heimatverein unter Vertrag, ehe er 2016 seine Karriere beendete.

### International
Róbert Petrovický hat im Laufe seiner Karriere an allen großen internationalen Titelkämpfen teilgenommen. 
Schon 1992 nahm er mit der tschechoslowakischen U20-Auswahl an der U20-Weltmeisterschaft teil, bei der er in sieben Spielen drei Tore und sechs Assists erzielte. Mit der slowakischen Nationalmannschaft gewann er die Goldmedaille bei der Weltmeisterschaft 2002. Weitere Höhepunkte seiner Karriere waren die Teilnahmen an den Olympischen Winterspielen 1994 in Albertville, 1998 in Nagano und 2002 in Salt Lake City. Insgesamt hat er in 89 Länderspielen 22 Tore für die Slowakei erzielt.

### Als Trainer
Nach seinem Karriereende als Spieler war Petrovický zunächst Assistenztrainer bei seinem Heimatverein, dem HK Dukla Trenčín. Anschließend betreute er den HC Slovan Bratislava aus der Kontinentalen Hockey-Liga in gleicher Position und arbeitete parallel im Trainerstab der slowakischen Nationalmannschaft mit. Anschließend war er zwei Jahre lang Cheftrainer des slowakischen U20-Nationalteams.
Seit 2021 gehört er dem Trainerstab des Lausanne HC an, zunächst als Co-Trainer und seit 2021 als Director of Player Devlopment und U20-Trainer.

## Erfolge und Auszeichnungen
- 1992 Spieler des Jahres der tschechoslowakischen Extraliga
- 1992 All-Star-Team der tschechoslowakischen Extraliga
- 1995 AHL All-Star Classic

### International
- 1995 Aufstieg in die A-Weltmeisterschaft bei der B-Weltmeisterschaft
- 1995 All-Star-Team der B-Weltmeisterschaft
- 2002 Goldmedaille bei der Weltmeisterschaft

## Karrierestatistik
(Legende zur Spielerstatistik: Sp oder GP = absolvierte Spiele; T oder G = erzielte Tore; V oder A = erzielte Assists; Pkt oder Pts = erzielte Scorerpunkte; SM oder PIM = erhaltene Strafminuten; +/− = Plus/Minus-Bilanz; PP = erzielte Überzahltore; SH = erzielte Unterzahltore; GW = erzielte Siegtore; 1 Play-downs/Relegation; Kursiv: Statistik nicht vollständig); PD Playdowns, KV Kvalserien

## Familie
Petrovický ist mit Šárka, der Tochter des tschechischen Eishockeytrainers Vladimír Vůjtek, verheiratet und hat mit ihr zwei Kinder.